# Jean-Hubert Martin
Jean-Hubert Martin, né le 3 juin 1944 à Strasbourg, est un historien de l’art, conservateur, directeur d’institution et commissaire d’exposition français. Au travers de son parcours professionnel, il a œuvré à l’élargissement du regard posé sur l’art contemporain et à l’instauration d’un dialogue entre les cultures.

## Biographie
Fils de Paul Martin, conservateur du musée historique de Strasbourg (Bas-Rhin), et de Paulette Rieffel, Jean-Hubert Martin étudie au lycée Fustel de Coulanges dans cette même ville avant de faire une licence de lettres en histoire de l’art, à La Sorbonne à Paris. Il obtient son diplôme en 1968 avant de devenir conservateur des musées nationaux en 1969.
Après un rapide passage au musée du Louvre en 1969, il commence sa carrière à Paris au Musée National d’Art Moderne alors situé au Palais de Tokyo et dirigé par Jean Leymarie. Il y organise des expositions de Man Ray, Alberto Burri et Richard Lindner. Il est commissaire de l’exposition de Francis Picabia, qui montre pour la première fois l’ensemble de l’œuvre, y compris la période figurative, au Grand Palais en 1976. C’est en tant que responsable des collections contemporaines qu’il participe à la création du Centre Pompidou alors sous la direction de Pontus Hulten. Dans ce nouveau cadre, il organise les expositions de Kazimir Malevitch, de Jean Le Gac et de Pierre Molinier ainsi que Paris-Berlin et « Filliou et Pfeufer : La Fondation PoïPoï présente un hommage aux Dogons et aux Rimbauds » en 1978, Paris-Moscou en 1979 et Man Ray en 1982.
Cette même année, il est le commissaire de la participation française à la Biennale de Sydney et devient directeur de la Kunsthalle de Berne, qu’avait dirigée Harald Szeemann 20 ans auparavant. Il débute ainsi un parcours de direction d’institutions européennes : après la Kunsthalle (1982-1985), il est directeur du musée national d'art moderne à Paris (1987-1990), directeur artistique du château d’Oiron (1991-1994),,, directeur du Musée National des Arts d’Afrique et d’Océanie à Paris (1994-1999),, puis directeur général du Museum Kunstpalast à Düsseldorf (1999-2006, le musée ayant ouvert en 2001), et directeur artistique du PAC, Padiglione d’Arte Contemporanea, à Milan,.
Au fil de ces expériences, il initie des expositions importantes qui interrogent durablement la pensée et la pratique muséologique, notamment « À Pierre et Marie », exposition participative en 1982/84, « Magiciens de la terre » en 1989, qui a suscité certaines accusations "d'ethnocentrisme", « Art et publicité » en 1990, « Altäre (Autels) » en 2002, « Africa Remix » en 2004, « Une image peut en cacher une autre » en 2009.
Il développe ces pratiques au cours de biennales comme « Universalis » à Sao Paolo en 1996 ou « Partages d’exotisme » à Lyon en 2000,.
Il est nommé en 2006 Chargé de mission à la direction des Musées de France du Ministère de la Culture et de la Communication, poste qu’il occupera jusqu’en 2010.
Il poursuit depuis le développement de sa pensée au travers de son activité de commissaire de grandes expositions : « Dali » au Centre Georges Pompidou à Paris en 2012, « Théâtre du monde » au Museum of Old and New Art à Hobart en Tasmanie et à la Maison Rouge, fondation Antoine de Galbert à Paris en 2013 et « Le Maroc contemporain », à l’Institut du Monde Arabe à Paris en 2014.
Il a également dirigé le réseau FRAME (French Regional & American Museum Exchange) en France en 2008 et 2009.
Il est président du comité de sélection du prix SAM pour l’art contemporain depuis 2010, président du comité d’orientation du Palais de Tokyo depuis 2011 et président du conseil artistique, scientifique et culturel de la Cité de la céramique à Sèvres depuis 2015.

## Œuvre
Né au cœur de l’Europe, et ayant grandi dans un environnement biculturel, il accompagne l’européanisation de l’art, puis sa réelle internationalisation,, en ayant à cœur d’exposer des artistes du monde entier et de faire voyager les expositions,,.
Prenant acte de la reconnaissance de la valeur culturelle des peuples sans écriture par Claude Levi-Strauss, il cherche à développer de nouvelles pistes de réflexion au-delà d’une pensée strictement occidentale. Il initie une pratique de l’exposition qui n’est plus dans le classement ou la catégorisation mais dans les correspondances visuelles, ouvrant de nouvelles perspectives pour les institutions et les artistes eux-mêmes.
En 1989, l’exposition « Magiciens de la terre » se pense comme la première grande exposition véritablement internationale. Elle met pour la première fois sur un pied d’égalité les créations occidentales et les créations originaires du Tiers Monde,,.
Dans la filiation du mouvement Dada, « Magiciens de la terre » permet la confrontation de célébrités et d’inconnus. Jean-Hubert Martin décèle dans Dada les prémices de ce qui a été ensuite appelé « la postmodernité » et les fondements d’une extension du domaine de l’art.
Ses recherches le poussent par ailleurs, notamment dans le cadre du château d’Oiron, à réactiver la pratique du « cabinet de curiosité », dans lequel le plaisir esthétique se mêle à parts égales à l’intérêt scientifique.
Jean-Hubert Martin participe activement à la découverte des avant-gardes russes en Europe, au travers notamment d’expositions et de publications de l’œuvre d’Ilya et d’Emilia Kabakov.
Il a également accompagné de nombreux artistes des avant-gardes françaises, comme Christian Boltanski, Daniel Buren, Bertrand Lavier, Annette Messager ou Sarkis.

## Controverses
Un article paru dans le journal suisse Le Temps fait état d'une polémique liée au défraiement jugé "faramineux" de 100 000 francs suisses perçu par l'intéressé pour l'organisation de l'exposition Pas besoin d'un dessin, au musée d'art et d'histoire de Genève (MAH). Cet article vient confirmer une information révélée peu auparavant par La Tribune de Genève, affirmant qu' "Avec Jean-Hubert Martin, on lève un autre lièvre [...]. L’historien de l’art français sera payé 100’000 euros pour son commissariat. Après un bref coup de sonde, la somme est qualifiée par des spécialistes du milieu muséal de «faramineuse et probablement jamais atteinte en Suisse". L'article en question pointe les méthodes du directeur du MAH, mandataire de Jean-Hubert Martin, dénoncées dans un rapport citoyen déposé auprès de la Cour des comptes : " Soigneusement documenté, il pointe les dépenses dispendieuses du directeur du MAH, des manquements divers, les libertés qu’il prend avec les procédures en vigueur à Genève concernant la mise en concurrence des partenaires avant l’attribution d’un mandat ". La Cour des comptes a demandé au MAH « de renforcer son système de contrôle interne financier en instaurant un contrôle et un visa de l’administratrice pour l’intégralité des bons de commande établis sur demande du directeur à partir de 10’000 francs, ainsi que sur les contrats de prestations avant signature ». 
Par ailleurs, l'article paru dans Le Temps relève le fait que depuis trente ans Jean-Hubert Martin « conçoit ses expositions comme des manifestes contre l’histoire de l’art conventionnelle, son primat de la chronologie et ses taxinomies ».

## Direction ou commissariat d'exposition

### Conservateur au musée national d’art moderne
- Agam, 1972
- Man Ray,1972
- Alberto Burri, 1972
- Camille Bryen, 1973
- Richard Lindner, 1974
- Programme de films et projections, 1974-76 : Deidi von Schaewen, Christian Boltanski, Bernard Borgeaud, David Lamelas...
- Erró, exposition itinérante 1975
- Francis Picabia, Galeries nationales du Grand Palais, Paris, 23 janvier-29 mars 1976

### Conservateur au MNAM – Centre Georges Pompidou
- Photographies de la Bibliothèque nationale, 1977
- Ça va / ça va, 4 constats islandais, Hreinn Fridfinnsson, Kristjan Gudmundsson, Sigurdur Gunmundsson, Ben Sveinsson 1977
- Daniel Buren : les couleurs, sculptures, les formes, peintures, 1977
- Casimir Malevitch, 1978
- Paris-Berlin, 1978
- Robert Filliou et Jo Pfeufer : La Fondation PoïPoï présente un hommage aux Dogons et aux Rimbauds, 1978
- Jean Le Gac, Le peintre exposition romancée, 11 janvier-27 février 1978
- Paris-Moscou, Centre Pompidou, 1979
- Sarkis : réserves amovibles, 1979
- Pierre Molinier, 1979
- Photographies de Raoul Hausmann, 1979
- Les architectones de Malevitch, 1980
- Gilbert & George, 16 avril-1er juin 1981
- Walter de Maria : 360° I Ching / 64 sculptures, 1981
- Panamarenko, The Aeromodeller, Centre Pompidou, Paris, 1981
- Situations et mutations de place en place, exposition itinérante, 1981
- Man Ray, 10 décembre 1981-12 avril 1982.
- Programme de performances et conférences : Chris Burden, Richard Long, Gina Pane, Jean-Luc Parant, Jochen Gerz…
- Participation française à la Biennale de Sydney, 1982
- « À Pierre et Marie », exposition participative[11], 1982/84

### Directeur de la Kunsthalle de Berne
- Leçons de choses, Sachkunde : Cragg, Friedmann, Gherban, Lavier, Saytour, Vilmouth, Woodrow, Berne, 9 juin-25 juillet 1982
- Christian Lindow, 11 août-26 septembre 1982
- Jean-Luc Poivret, 11 août-26 septembre 1982
- Tony Cragg, 1983
- Lawrence Weiner, 1983
- Bertrand Lavier, 29 septembre-27 novembre 1983
- Konstruierte Orte[Quoi ?] : Scott Burton, Ludger Gerdes, Thomas Huber, Harald Klingelhöller, Wolfgang Luy, Reinhard Mucha, Thomas Schütte, 29 octobre-27 novembre 1983
- Tabu-Dada-Jean Crotti & Suzanne Duchamp 1915-1922, 22 janvier-27 février 1983
- Yo Sermayer, 1983
- Daniel Buren : c'est ainsi et autrement = so ist es und anders, 18 juin-7 août 1983
- Dan Graham : Pavilions, 12 mars-17 avril 1983
- Meret Oppenheim, 8 septembre-14 octobre 1984
- Braco Dimitrijevic « Culturescapes » 1976-1984 : Gemälde, Skulpturen, Fotografien, 1984
- Bernard Borgeaud : Vu, 2 mars au 15 avril 1984
- Boyd Webb, 1984
- Hans Haacke : Nach allen Regeln der Kunst, 1985
- Sarkis Ma mémoire est ma patrie, 1985
- Alles und noch viel mehr, 1985
- Ilya Kabakov : en marge, 31 août au 18 novembre 1985[34]
- Truc et troc, Leçons de choses, Musée d’art moderne de la ville de Paris, 27 janvier-6 mars 1983
- Komar et Melamid, Musée des arts décoratifs, Paris, 1986

### Directeur du musée national d’art moderne - Centre Pompidou
- Tinguely, 1988
- Cy Twombly : peintures, œuvres sur papiers, sculptures, 1988
- Erik Boulatov, 1988
- Thomas Huber, Sept lieux, 1988
- Marc Chagall. Œuvres reçues en dation, 1988
- Magnelli, 1989
- Bram van Velde, 1989
- Richard Artschwager, 1989
- Alfred Courmes, 1989
- Andy Warhol, 1989
- Sur le passage de quelques personnes sur une assez courte unité de temps : à propos de l’internationale situationniste, 1989
- Magiciens de la terre, musée national d’art moderne-Centre Georges-Pompidou et Grande Halle de la Villette, Paris, 18 mai-14 août 1989
- Hans Haacke : Artfairismes, 3 mai-18 juin 1989
- Culture de l'objet, objet de culture, 1989
- Marina Abramovic, 1990
- Ulay, 1990
- Ed Rusha, 1990
- Ed Paschke, 1990
- Raymond Hains, 1990
- Filonov, 15 février-30 avril 1990
- Art et publicité 1890-1990, 31 oct. 1990-25 févr. 1991
- Daniel Spoerri, 1990

### Directeur artistique du château d’Oiron et conservateur général du patrimoine
- Curios et mirabilia, 1993
- Biennale de Sydney, participation française 1992
- Résistances : Claude Rutault, Huang Yong Ping, Bruly Bouabre, Marcel Duchamp, Watari Museum of Contemporary Art, Tokyo, August 21-December 13, 1992
- Rencontres africaines, Institut du Monde Arabe, Paris, 6 avril-15 août 1994
- Pulsares = Beats, Collection de la Caisse des dépôts, Lisbonne, Belém: Centro cultural, 1994

### Directeur du musée national des arts d’Afrique et d’Océanie
- Sièges africains, 1994
- Galerie des 5 continents : Frédéric Bruly Bouabré, David Malangi, Bertrand Lavier, Joe Ben Junior, Huang Yong Ping, 21 septembre 1995-15 janvier 1996
- Laurent Joubert Courtyard, 1996,
- Arman et l’Art Africain, 1996
- Hervé Di Rosa et Romuald Hazoumè, Géographie tapissée, 1996
- Arts du Nigéria: collection du Musée des arts d'Afrique et d'Océanie, 1997
- Vanuatu Océanie, Arts des îles de cendre et de corail, 1997
- Chéri Samba, 14 mai-18 août 1997.
- Veilleurs du Monde : Art orienté objet, Georges Adéagbo, Bodys Kingelez, Pume-Bylex,Andreas Siekmann, Konstatin Zvezdotchetov, 1997
- Esther Mahlangu, 1998
- Annette Messager, 1998
- Batéké, Peintres et sculpteurs d’Afrique centrale, 1998
- Coiffures/sculptures d’Océanie. Les Melkoï de Nouvelle Bretagne et les Marind d’Irian Jaya, 1999
- Clovis Trouille, 1999
- La mort n’en saura rien : reliques d'Europe et d'Océanie. Commissaire Yves Le Fur, 1999
- Biennale de Cetinje Montenegro, 1994
- Participation française à Africus, biennale de Johannesbourg, 1995
- Manuel Casimiro: retrospectiva, 1964-1996, Porto, Fundaçao de Serralves, 1996,
- Biennale de Sao Paulo, Universalis, 1996
- Biennale d'art contemporain de Nouméa: Nouméa-Tokyo, Nouméa, 1998
- Africa: magia y poder, 2500 anos de arte in Nigeria, Barcelone et Madrid Fondacion La Caixa, 1998-99

### Directeur général du Museum Kunstpalast, Düsseldorf
- Altäre : Kunst zum Niederknien, 2 septembre 2001-6 janvier 2002
- Heute bis jetzt: zeitgenössische Fotografie aus Düsseldorf, 2002
- Wim Delvoye scatalogue, Février 2002
- Joan Miro, 2002
- Disegnatore virtuoso: Die Zeichnungen des Pier Francesco Mola und seines Kreises, 2002.
- Podai. Malerei aus Westafrika, 2003
- Laurie Anderson, 2003
- Jake and Dinos Chapman Enjoy More, Mai à Aout 2003
- Das Endlose Rätsel : Dalí und die Magier der Mehrdeutigkeit, 22 février-9 juin 2003
- Robert Filliou: genie sans talent, 26 juillet-9 novembre 2003
- Richard Long, Jivya Soma Mashe : Dialog, 2003
- Kim Sooja Conditions of Humanity, 2004
- Andy Warhol : the late work, 14 février-31 mai 2004
- Afrika Remix , 2004
- Sarkis, Ikonas, 2004
- Dubuffet et l'art brut, Museum Kunstpalast de Düsseldorf du 19 février au 29 mai 2005
- Antonin Artaud, 2005
- Zeichnungen des Giovanni Lanfranco, 2006
- Norbert Kricke, 2006
- Zero : Avant-garde internationale des années 1950-1960, 8 avril-9 juillet 2006
- Caravaggio, 2006

### Directeur de la programmation du Padiglione d'Arte Contemporanea, Milan
- Richard Long, Jivya Soma Mashe Un incontro (2003)
- Laurie Anderson, The Record of Time (2003)
- Chen Zhen (28 février-18 mai 2003)
- Yinka Shonibare Double Dress (26.6-14.9.2003)
- Kim Sooja Conditions of Humanity (2004),
- Spazi atti.=Fitting spaces (2004)
- Arte religione politica = Art Religion Politics (8 juillet-18 septembre 2005),
- Christian Boltanski, Ultime notizie (2005),
- Antonin Artaud (2005),

### Commissaire indépendant
- Aktuelle Kunst Europas Sammlung Centre Pompidou, Deichtorhallen Hambourg 1990
- Bewegungen: fünf Künstler aus Frankreich = Mouvements: cinq artistes français, Ludwigshafen, BASF, 1990
- Visions du futur, Galeries Nationales du Grand Palais, 2000
- Partages d'exotismes : 5e Biennale d'art contemporain de Lyon, 2000
- Halle Tony Garnier du 27 juin au 24 septembre 2000
- Art that heals, Apex Art, New York, 6 mars-6 avril 2002
- Robert Filliou, Je meurs trop, Galerie Nelson, Paris, 2006
- Château La Coste consultant pour la commande d’œuvres 2006-2008
- Artempo: where time becomes art, Venise Museo Fortuny 2007
- Surexposition : Duchamp, Man Ray, Picabia : sexe, humour et flamenco, Passage de Retz, Paris, 19 mars-15 juin 2008
- Jean Crotti, Musée d'art et d'histoire de Fribourg, 6 juin-14 septembre 2008.
- Against exclusion : 3rd Moscow biennale of contemporary art 2009, the Garage Center for Contemporary Culture, 25 septembre 2009-25 octobre 2009
- Une image peut en cacher une autre : Arcimboldo, Dali, Raetz, Galeries Nationales du Grand Palais, Paris, 8 avril-6 juillet 2009
- Dalí, Centre Pompidou-Musée National d’Art Moderne, Paris, 21 novembre 2012-25 mars 2013
- Christian Boltanski : Chance, pavillon français, Biennale de Venise, Juin 2011 Casa França Brasil, 18 mai-8 juillet 2012
- Christian Boltanski : Chance, Rio de Janeiro : Casa França-Brasil, 2012
- Zero Paris-Dusseldorf, Passage de Retz, Paris , 2013
- Théatre du Monde, Museum of Old and New Art (Hobart, Tasmanie, Australie), du 22 juin au 8 avril 2013 et Maison rouge-fondation Antoine de Galbert, du 19 octobre 2013 au 19 janvier 2014, Paris, Maison Rouge, 2013
- Ilya & Emilia Kabakov, L’étrange cité, Monumenta, galeries nationales du Grand Palais, 10 mai-22 juin 2014
- Le Maroc Contemporain, Institut du Monde arabe, 15 octobre 2014 – 25 janvier 2015
- Carambolages[35], Grand Palais (Réunion des musées nationaux), 2 mars 2016-4 juillet 2016
- Sur le fil, Paris : Christian Berst art brut & Galerie Jean Brolly, 2016
- L'Internationale des Visionnaires", Montolieu : La Coopérative - Collection Cérès Franco, 2017
- 7 Biennale Herning. Socle du monde. To challenge the earth, the moon & the stars, Carl-Henning & Else Alfelts Museum, Herning, 2017
- Christian Boltanski: Storage Memory, Shanghai : Power Station of Art, 2018
- Christian Lhopital : danse de travers, Paris : Drawing Lab, 2019
- Christian de Portzamparc : illuminations, Paris : Galerie Kamel Mennour, 2019
- Grand bazar : choix de Jean-Hubert Martin dans la collection Antoine de Galbert, Château d'Oiron, 2021
- Drôles de convergences, Odd convergences, Pushkin Museum, Moscou 2021
- Pas besoin d'un dessin, Musée d’Art et d’Histoire, Genève, 2022
- Picabia pique à Ingres, Musée Ingres Bourdelle, Montauban, 2022
- Musicanimale, Philharmonie, Paris, 2022